# Тимукуй (муниципалитет)
Тимукуй (исп. Timucuy) — муниципалитет в Мексике, штат Юкатан, с административным центром в одноимённом посёлке. Численность населения, по данным переписи 2010 года, составила 6833 человека.

## Общие сведения
Название Timucuy c майяского языка можно перевести как: место, где обитают горлицы.
Площадь муниципалитета равна 135 км², что составляет 0,34 % от площади штата, а максимальная высота равна 10 метрам над уровнем моря.
Он граничит с другими муниципалитетами Юкатана: на севере с Канасином, на востоке с Акансехом, на юго-востоке с Текохом, на юго-западе с Абалой, и на западе с Меридой.

## Учреждение и состав
Муниципалитет был образован в 1921 году, в его состав входит 15 населённых пунктов, самые крупные из которых:
| Код INEGI                  | Населённый пункт                                                                | Численность населения (2005 год) | Численность населения (2010 год) |
| -------------------------- | ------------------------------------------------------------------------------- | -------------------------------- | -------------------------------- |
| 090                        | Всего                                                                           | 6351                             | 6833                             |
| 0001                       | Тимукуй (исп. Timucuy) 20°48′38″ с. ш. 89°30′48″ з. д. (административный центр) | 3576                             | 3872                             |
| 0003                       | Текик-де-Рехиль (исп. Tekik de Regil) 20°48′59″ с. ш. 89°33′39″ з. д.           | 1847                             | 1938                             |
| 0002                       | Субинканкаб (исп. Subincancab) 20°52′00″ с. ш. 89°31′54″ з. д.                  | 901                              | 965                              |
| 0004                       | Сихональ (исп. Sihonal) 20°51′03″ с. ш. 89°31′14″ з. д.                         | н/д                              | 13                               |
| —                          | Прочие                                                                          | 27                               | 45                               |
| Названия на карте Генштаба |                                                                                 |                                  |                                  |

## Экономика
По статистическим данным 2000 года, работоспособное население занято по секторам экономики в следующих пропорциях:
- производство и строительство — 44,2 %;
- торговля, сферы услуг и туризма — 36,3 %: это предприятия торговли и питания, а также гостиницы;
- сельское хозяйство и скотоводство — 18,7 %: выращивание сельхозкультур маиса, кукурузы и хенекена; разведение крупного рогатого скота, свиней и домашней птицы;
- безработные — 0,8 %.

## Инфраструктура
По статистическим данным 2010 года, инфраструктура развита следующим образом:
- протяжённость дорог: 102,4 км;
- электрификация: 96,8 %;
- водоснабжение: 99,2 %;
- водоотведение: 46,8 %.

## Достопримечательности
В муниципалитете можно посетить храм Святого Каспара, построенный в колониальную эпоху, а также археологические памятники цивилизации майя.

## Фотографии
- Церковь в Тимукуе
- Текик-де-Рехиль
- Субинканкаб